# 蒙斯围城战 (1944年)
蒙斯围城战是1944年8月底至9月初，大批撤退至比利时蒙斯附近的納粹德國陸軍和武装党卫队遭到盟军包围並與盟軍作戰，這一軍事行動也是盟軍由巴黎推進至萊茵的最后一個阶段中的一場戰鬥。战斗期间，约有3,500名德軍陣亡，25,000人成為战俘。盟军伤亡较少。同時蒙斯被盟軍攻佔。